# Сатурн C-4
Сатурн С-4 (англ. Saturn C-4) — это концепция ракеты-носителя, разработанная в рамках программы Saturn NASA в начале 1960-х годов. Хотя этот проект не был реализован в конечном итоге, он стал важным этапом в развитии ракетных технологий и подготовке к пилотируемым космическим миссиям.

#### История и контекст
После успешных запусков ракет серий Redstone и Atlas, NASA начала искать более мощные решения, способные поддержать амбициозные цели космических исследований, включая отправку человека на Луну. В рамках этой программы были разработаны несколько концепций, включая Saturn C-1, C-2 и C-3, которые постепенно эволюционировали в более мощные варианты.
Сатурн C-4 был предложен как еще более усовершенствованная версия, способная не только вывести на орбиту более тяжелые полезные нагрузки, но и поддерживать дальнейшие исследовательские миссии.

#### Технические характеристики
Хотя Сатурн C-4 не была построена, некоторые ключевые технические характеристики, которые обсуждались, включали:
- Высота: около 110 метров
- Диаметр: около 10 метров
- Ступени: 3 (первая, вторая и третья ступени)
- Мощность: возможность вывода полезной нагрузки до 40 тонн на низкую околоземную орбиту
- Двигатели: планировалось использовать двигатели F-1 (на первой ступени) и J-2 (на второй и третьей ступенях), которые впоследствии были использованы в Сатурн V[3] (англ. Saturn V).

#### Проектирование и особенности
Сатурн C-4 имела несколько уникальных особенностей:
- Системы управления: проект предусматривал более совершенные системы управления по сравнению с предыдущими моделями, что позволяло более точно поддерживать курс и ориентацию во время полета.
- Аэродинамика: улучшенная форма корпуса для снижения сопротивления и повышения эффективности во время запуска.
- Модульность: возможность адаптации конструкции для различных типов полезных нагрузок, включая спутники, исследовательские аппараты и пилотируемые капсулы.

#### Наследие и влияние
Проект Сатурн C-4 был отменен в 1963 году, когда NASA приняла решение сосредоточиться на разработке ракеты Сатурн V, которая в конечном итоге стала основным носителем для программы Аполлон (англ. Apollo). Сатурн V успешно вывела людей на Луну в рамках миссий Аполлон и оставила значительное наследие в истории космонавтики.
Несмотря на то что Сатурн C-4 не была построена, ее концепция и идеи повлияли на дальнейшие разработки в области ракетостроения и сделали значительный вклад в понимание инженерных решений, необходимых для межпланетных полетов.